# 토르벤 리브레히트
토르벤 리브레히트(독일어: Torben Liebrecht, 1977년 12월 3일~)는 독일의 배우, 각본가이다.

## 출연 작품

### 방송
- X Company 시즌3
- X Company 시즌2
- X Company 시즌1

### 영화
- 루루 앤 지미 (2009년)
- 로즈 (2005년)
- 트루스 오어 데어 (2005년)
- 비욘드 더 씨 (2004년)
- 루터 (2003년) - 카를로스 5세 역
- 데스워치 (2002년)